# Otto Stahn
Otto Stahn (Berlino, 10 luglio 1859 – Berlino, 31 gennaio 1930) è stato un architetto tedesco che lavorò come consulente architetto per la città di Berlino.

## Biografia

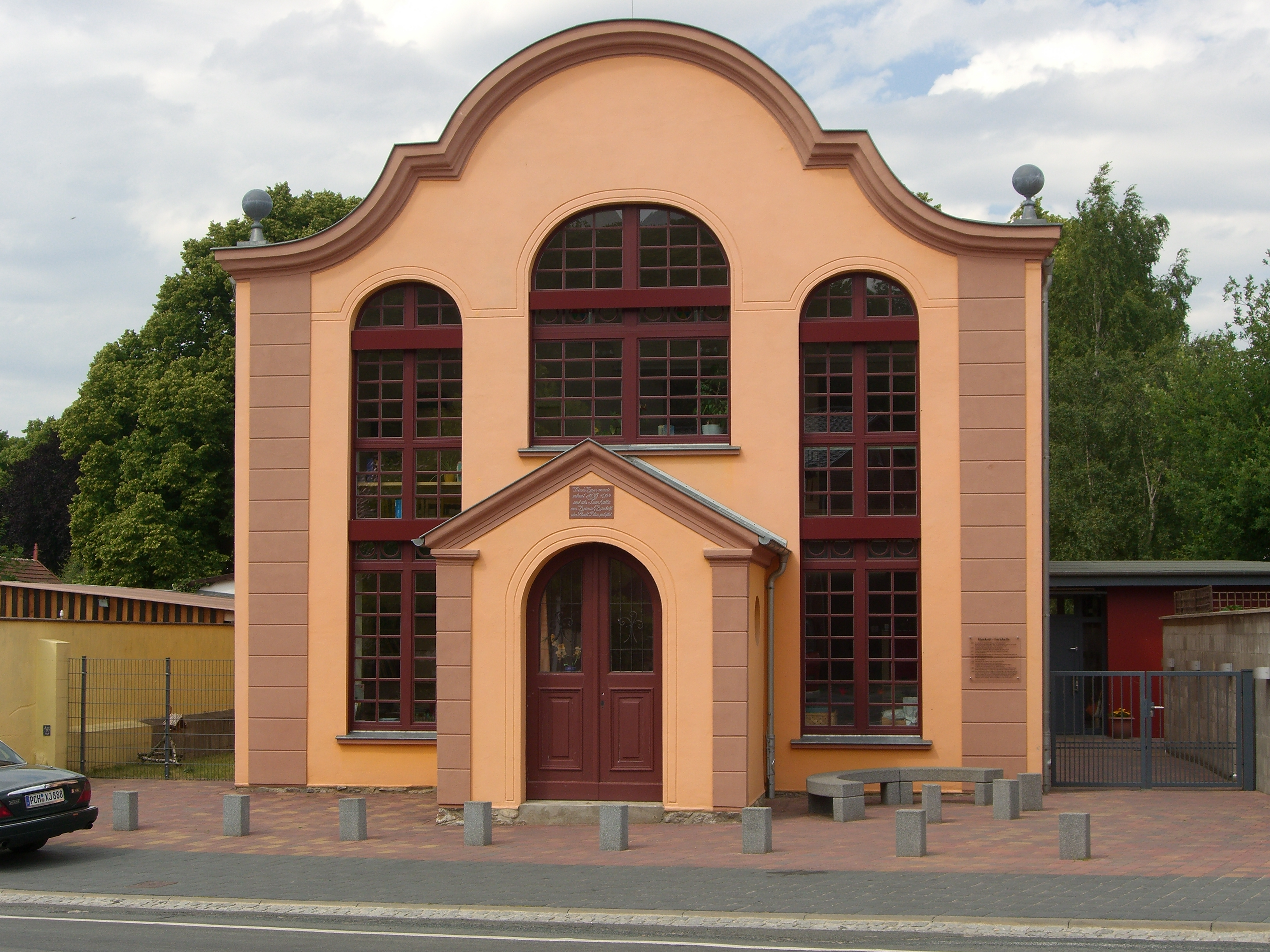
"Bergstr. 28"

Otto Stahn studiò alla Berliner Bauakademie; suo maestro fu Johannes Otzen. Dopo gli studi universitari, si dedicò alla direzione dei lavori per la costruzione della linea ferroviaria nella città di Magdeburgo e realizzò i progetti per la costruzione delle stazioni ferroviarie di Magdeburgo, Halle e Stralsund. Dopo un anno di permanenza in Italia, dal 1888 al 1897 fu attivo come consulente architetto per il comune di Berlino.

Nei primi due anni della sua attività a Berlino. visse al numero 16 di Markgrafenstraße.
Accanto all'occupazione stabile per la città di Berlino, Otto Stahn lavorò anche come insegnante presso il regio istituto Gärtnerlehranstalt, posto nel quartiere Dahlem di Berlino. 
Nell'ambito dell'architettura dei giardini egli figura anche come autore in una pubblicazione
Nel periodo di attività a Berlino, Otto Stahn fu costantemente impegnato per la progettazione dal punto di vista artistico dei nuovi ponti di Berlino. Fra i ponti da lui ideati si ricordano Lutherbrücke, Moltkebrücke, Moabiter Brücke, Weidendammer Brücke così come Gertraudenbrücke. Il progetto per la Oberbaumbrücke si deve sempre a lui. Come architetto egli è stato anche coinvolto nella progettazione del viadotto ferroviario da Oberbaumbrücke fino alla stazione ferroviaria di Warschauer Straße ed anche con la realizzazione degli edifici nei pressi di Urbanhafen, un attracco sui canali del quartiere di Kreuzberg.
Per il rettore della Technischen Hochschule, Heinrich Müller-Breslau, Otto Stahn progettò la casa di campagna a Grunewald (1893/94); 
Fra i tanti progetti di Otto Stahn è annoverato anche quello per la Andreaskirche nel quartiere Dahlem di Berlino(1895/96). Il progetto fu concepito con il suo maestro Johannes Otzen. 
Altri progetti riguardano il basamento per la Berolina, la statua dalle fattezze femminili una volta collocata ad Alexanderplatz e che simboleggiava Berlino, e soprattutto, la realizzazione di fontane.
Otto Stahn fu seppellito nel nuovo cimitero di Wannsee. La cappella di questo cimitero è opera sua.